# 福鶴
福鶴（ふくづる 本名：多弥栄子（おおの・やえこ））は上七軒の芸妓。

## 来歴
上七軒のお茶屋の娘として生まれ、母は芸妓だった。5歳から舞踊をはじめ三味線等の諸芸を習い、1956年（昭和31年）、芸妓として店出し（披露）した。1963年（昭和38年）、「北野をどり」で役をもらい、男舞などを披露し、歌手にもなった。
だが40歳のころ、脳血栓で倒れ、命に別状はなかったが麻痺が残った。彼女は厳しいリハビリに励み、1989年（平成元年）、南座で開催された踊りの会で復帰を果たした。芸妓としての活躍が評価され、2012年（平成24年）、京都伝統技芸振興財団より伝統技芸保持者に認定された。